# Leonard G. Wolf

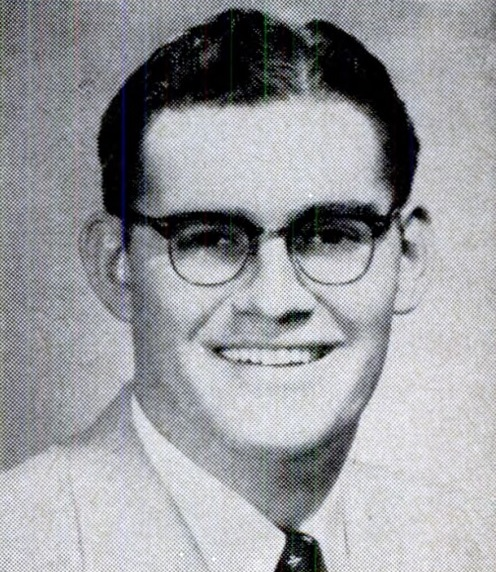
Leonard G. Wolf

Leonard Georg Wolf (* 29. Oktober 1925 bei Mazomanie, Dane County, Wisconsin; † 28. März 1970 in Washington, D.C.) war ein US-amerikanischer Politiker. Zwischen 1959 und 1961 vertrat er den Bundesstaat Iowa im US-Repräsentantenhaus.

## Werdegang
Leonard Wolf besuchte die öffentlichen Schulen seiner Heimat und diente in der Endphase des Zweiten Weltkrieges in der US-Marine. Dabei war er im pazifischen Raum eingesetzt. Nach Kriegsende setzte er seine Ausbildung bis 1949 an der University of Wisconsin fort, wo er ökonomische Landwirtschaft studierte. Anschließend zog er nach Elkader in Iowa. Dort arbeitete er von 1952 bis 1958 als Futtermittelhändler. Gleichzeitig hielt er fachliche Vorträge zu landwirtschaftlichen Themen.
Wolf war Mitglied der Demokratischen Partei. Im Jahr 1956 kandidierte er erfolglos im zweiten Wahlbezirk von Iowa gegen den republikanischen Amtsinhaber Henry O. Talle für den Kongress. Zwei Jahre später wurde er dann aber gegen Talle in das Repräsentantenhaus in Washington gewählt, wo er am 3. Januar 1959 sein neues Mandat antrat. Da er aber bereits bei den nächsten Wahlen gegen James E. Bromwell verlor, konnte er bis zum 3. Januar 1961 nur eine Legislaturperiode im Kongress absolvieren.
Nach dem Ende seiner Zeit im Repräsentantenhaus war Wolf in sozialen Missionen im Ausland tätig.  Bis 1965 war er in Brasilien für die International Cooperation Administration Mission tätig. Danach war er bis 1967 Koordinator der Kinderhungerhilfe für Lateinamerika. Im Jahr 1968 war er in Indien, wo er die Hungerhilfe nach einer großen Trockenheit koordinierte. Danach fungierte er als einer der Direktoren der Entwicklungshilfeorganisation Freedom from Hunger. Leonard Wolf starb am 28. März 1870 in Washington und wurde in seinem Geburtsort Mazomanie beigesetzt.